# Daniel Müller (Poolbillardspieler)
Daniel Müller (* 11. Juni 1993) ist ein deutscher Poolbillardspieler.

## Karriere
Im Jahr 2006 begann Daniel Müller beim BC Dreiländereck in Lörrach Billard zu spielen. 2009 wurde er bei der deutschen B-Jugendmeisterschaft Dritter in den Disziplinen 8-Ball und 14/1 endlos. Im August 2009 wurde er bei der Jugendeuropameisterschaft Neunter im 9-Ball-Einzelwettbewerb der Schüler und Vizeeuropameister mit der deutschen Schülermannschaft. 2011 erreichte er bei der deutschen Meisterschaft der A-Jugend den dritten Platz im 8-Ball. Im Oktober 2011 gewann er durch einen 9:5-Finalsieg gegen Marcus Westen Bundesmeisterschaft im 10-Ball. Einen Monat später belegte er bei seiner ersten Teilnahme an der deutschen Meisterschaft der Herren den 13. Platz in der Disziplin 9-Ball. Bei der deutschen Meisterschaft 2012 wurde er Dreizehnter im 9-Ball und Neunter im 10-Ball.
2011 wechselte Müller vom BC Dreiländereck zum Zweitligisten PBSC Pforzheim. Nachdem dieser in der Saison 2011/12 als Achtplatzierter abgestiegen war, wechselte er zum BSV Tiengen, mit dem er 2015 nach drei weiteren Jahren in der zweiten Liga in die Regionalliga abstieg.

## Erfolge
| Deutscher 10-Ball-Meister: | 2011 |